# Wiktor Kriemienicki
Wiktor Aleksandrowicz Kriemienicki (ros. Виктор Александрович Кременицкий, ukr. Віктор Олександрович Кременицький, ur. 19 grudnia 1915?/1 stycznia 1916 we wsi Szuklino w guberni kurskiej, zm. 1 października 1994 w Żytomierzu) – radziecki działacz państwowy i partyjny, uczestnik ruchu partyzanckiego podczas wojny z Niemcami.

## Życiorys
Od 1929 był słuchaczem fakultetu robotniczego w Zaporożu, później ukończył Odeski Państwowy Instytut Pedagogiczny, w latach 1936–1937 pracował jako nauczyciel, 1937–1939 kierował sekcją szkoły w obwodzie leningradzkim. W latach 1939–1941 służył w Armii Czerwonej w stopniu komisarza batalionowego, później pułkownika, od 1940 należał do WKP(b), w latach 1941–1942 był komisarzem oddziału partyzanckiego dowodzonego przez A. Mokrousowa w Krymskiej ASRR, 1942–1943 członkiem oddziału partyzanckiego im. Stalina, a 1943–1944 komisarzem polskiej Brygady AL im. Wandy Wasilewskiej. W 1944 kierował aleksandrowskim rejonowym oddziałem edukacji narodowej w obwodzie stalińskim, w latach 1944-1946 był przewodniczącym komitetu wykonawczego aleksandrowskiej rady rejonowej, 1946–1948 I sekretarzem Aleksandrowskiego Komitetu Rejonowego KP(b)U, a w 1948 kierownikiem Wydziału Szkół Stalińskiego Komitetu Obwodowego KP(b)U. Od listopada 1948 do sierpnia 1950 kierował Stalińskim Obwodowym Oddziałem Edukacji Narodowej, od sierpnia 1950 do marca 1954 był Przewodniczącym Komitetu Wykonawczego Stalinskiej Rady Obwodowej, od 27 września 1952 do 23 marca 1954 wchodził w skład KC KP(b)U/KPU, w latach 1954–1955 był zastępcą przewodniczącego, a od 1955 do stycznia 1963 przewodniczącym Komitetu Wykonawczego Żytomierskiej Rady Obwodowej. Od 19 lutego 1960 do 10 lutego 1981 był zastępcą członka KC KPU, od stycznia 1963 do grudnia 1964 przewodniczącym Komitetu Wykonawczego Żytomierskiej Przemysłowej Rady Obwodowej, a od grudnia 1964 do 5 lutego 1981 przewodniczącym Komitetu Wykonawczego Żytomierskiej Rady Obwodowej.

## Odznaczenia
- Order Lenina
- Order Czerwonego Sztandaru (dwukrotnie)
- Order Czerwonego Sztandaru Pracy (1976)
- Order Wojny Ojczyźnianej II klasy
- Order Znak Honoru